# Nogomet na OI 1904.
Nogomet na Olimpijskim igrama u St. Louisu 1904. godine je održan u konkurenciji svega tri momčadi, od čega dvije iz SAD-a. Međunarodni olimpijski odbor, da bi izjednačio status tih Igara s kasnijim, ipak službeno priznaje zlatnu i srebrnu medalju s tih Igara.

## Osvajači medalja – muški
| Zlato | Srebro | Treće mjesto |
| --- | --- | --- |
| Galt F.C., Kanada George Ducker John Fraser John Gourley Alexander Hall Albert Johnson Robert Lane Ernest Linton Gordon McDonald Frederick Steep Tom Taylor William Twaits | Christian Brothers College, SAD Charles Bartliff Warren Brittingham Oscar Brockmeyer Alexander Cudmore Charles January John January Thomas January Raymond Lawlor Joseph Lydon Louis Menges Peter Ratican | St. Rose Parish, SAD Joseph Brady George Cooke Thomas Cooke Cormic Cosgrove Dierkes Martin Dooling Frank Frost Claude Jameson Henry Jameson Johnson O'Connell Harry Tate |